# ヤーコフ・パヴロフ
ヤーコフ・フェドートヴィチ・パヴロフ（ロシア語: Яков Федотович Павлов, ラテン文字転写: Yakov Fedotovich Pavlov, 1917年10月4日 - 1981年9月29日）は、第二次世界大戦中活躍したソビエト連邦の著名な機関銃分隊指揮官。ソ連邦英雄（1回）。スターリングラード攻防戦にて、後に「パヴロフの家」と呼ばれたアパートで奮戦した軍人。

## 経歴
1917年にノヴゴロド県で生まれる。1938年に赤軍に入隊し、独ソ戦（大祖国戦争）のあいだ、南西戦線、スターリングラード戦線、第3ウクライナ戦線、第2白ロシア戦線に従軍した。
パヴロフは先任軍曹として機関銃部隊の隊長、砲手、偵察兵部隊の隊長を歴任した。
スターリングラード攻防戦に参加していたパヴロフの部隊は、1942年9月27日の夜に4階建てのアパートを占拠した。ドイツ軍はひっきりなしにこのアパートに対する攻撃を試みたが、パヴロフとその部隊はアパートを守り通した。援軍がやってきたのは二ヵ月後のことだった。このアパートは現在「パヴロフの家」として知られている。
戦争終了後、パヴロフはソビエト連邦共産党に入党し、ソ連邦英雄に叙せられた。のち、最高議会の代議員にも三回選出された。

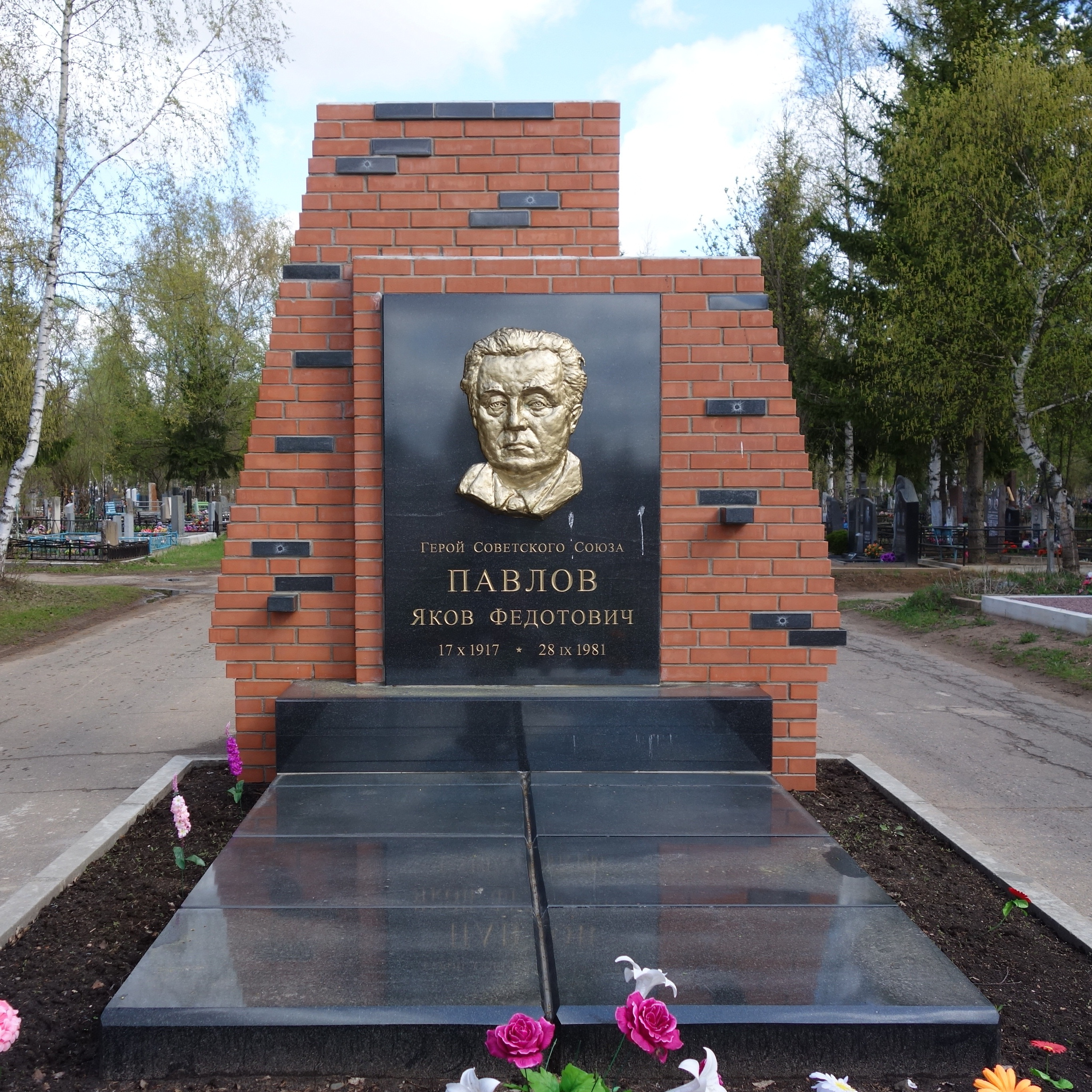
パヴロフの墓

1981年没。生地ノヴゴロドに埋葬された。

## もう一人のパヴロフ
スターリングラード攻防戦で活躍し、似た経歴を持つイヴァーン・ドミートリエヴィチ・パヴロフ（en:Cyril Pavlov）と混同されることがあるが、まったくの別人である。イヴァーン・パヴロフはヤーコフよりも2歳年下であり、ヤーコフはノヴゴロド出身だが、イヴァーンはリャザン州出身である。イヴァーンは戦後ロシア正教会に入り、掌院となっていたが2017年に死去している。

## 名誉と褒章
- ソ連邦英雄称号（1945年6月27日）
- レーニン勲章
- 十月革命勲章
- 赤星勲章2個
- 各種勲章